# Acanthacaris tenuimana
Acanthacaris tenuimana е вид ракообразно от семейство Омари (Nephropidae). Видът е незастрашен от изчезване.

## Разпространение и местообитание
Разпространен е в Австралия (Куинсланд), Виетнам, Индия (Лакшадвип), Индонезия, Китай, Мадагаскар, Малайзия, Мозамбик, Нова Каледония, Соломонови острови, Филипини, Южна Африка и Япония.
Среща се на дълбочина от 815 до 2160 m, при температура на водата от 2,9 до 3,6 °C и соленост 34,6 ‰.